# Thugs Revenge
Thugs Revenge è il sesto album in studio da solista del rapper statunitense Bizzy Bone, pubblicato nel 2006.

## Tracce
1. Thugs Revenge (feat. Mr. Capone-E & Mr. Criminal)
2. Ridin in the Streets (feat. Layzie Bone & Mr. Criminal)
3. Caught Up (feat. Bad Azz & Mr. Silent)
4. When We Ride (feat. Mr. Criminal)
5. Get Ya, Get Ya
6. All My Life (feat. Mr. Capone-E & Mr. Criminal)
7. Feel My Soul
8. Gold Digger (Skit)
9. Jealousy Breeds Envy
10. Light Up the Spliff
11. Never Be Hesitant
12. A Thugs Prayer
13. What Are We Seeing
14. Don't Be Fake
15. For the Homies (feat. Mr. Capone-E, Mr. Silent & K.O.)
16. Hi Power Mega Mixx 2006